# Muscicapoidea
Muscicapoidea je nadčeleď pěvců. Jde o jednu ze tří hlavních nadčeledí infrařádu Passerida (společně se Sylvioidea a Passeroidea).

## Fylogeneze a taxonomie
Do nadčeledi byly dříve řazeny také čeledi dnes tvořící součást samostatných nadčeledí Reguloidea, Certhioidea a Bombycilloidea. Samotná nadčeleď Muscicapoidea se dělí do dvou hlavních kladů - první tvoří klubákovití, drozdcovití a špačkovití, druhý pak skorcovití, drozdovití a lejskovití.
|  | klubákovití (Buphagidae)                                                         |
|  |                                                                                  |
|  | \| \| drozdcovití (Mimidae) \| \| \| \| \| \| špačkovití (Sturnidae) \| \| \| \| |
|  |                                                                                  |
|  | drozdcovití (Mimidae)                                                            |
|  |                                                                                  |
|  | špačkovití (Sturnidae)                                                           |
|  |                                                                                  |

|  | drozdcovití (Mimidae)  |
|  |                        |
|  | špačkovití (Sturnidae) |
|  |                        |

|  | skorcovití (Cinclidae)                                                              |
|  |                                                                                     |
|  | \| \| drozdovití (Turdidae) \| \| \| \| \| \| lejskovití (Muscicapidae) \| \| \| \| |
|  |                                                                                     |
|  | drozdovití (Turdidae)                                                               |
|  |                                                                                     |
|  | lejskovití (Muscicapidae)                                                           |
|  |                                                                                     |

|  | drozdovití (Turdidae)     |
|  |                           |
|  | lejskovití (Muscicapidae) |
|  |                           |

|  | klubákovití (Buphagidae)                                                         |
|  |                                                                                  |
|  | \| \| drozdcovití (Mimidae) \| \| \| \| \| \| špačkovití (Sturnidae) \| \| \| \| |
|  |                                                                                  |
|  | drozdcovití (Mimidae)                                                            |
|  |                                                                                  |
|  | špačkovití (Sturnidae)                                                           |
|  |                                                                                  |

|  | drozdcovití (Mimidae)  |
|  |                        |
|  | špačkovití (Sturnidae) |
|  |                        |

|  | skorcovití (Cinclidae)                                                              |
|  |                                                                                     |
|  | \| \| drozdovití (Turdidae) \| \| \| \| \| \| lejskovití (Muscicapidae) \| \| \| \| |
|  |                                                                                     |
|  | drozdovití (Turdidae)                                                               |
|  |                                                                                     |
|  | lejskovití (Muscicapidae)                                                           |
|  |                                                                                     |

|  | drozdovití (Turdidae)     |
|  |                           |
|  | lejskovití (Muscicapidae) |
|  |                           |